# Nukutavake
Nukutavake ist eine Insel im Tuamotu-Archipel im Pazifischen Ozean. Politisch gehört sie zu Französisch-Polynesien und dort zur gleichnamigen Gemeinde Nukutavake. Benachbarte Atolle sind Pinaki, 15 Kilometer südöstlich sowie Vairaatea, 38 Kilometer südwestlich gelegen.
Nukutavake ist eines der wenigen gehobenen Atolle des Archipels. Die tiefer liegenden Regionen werden als ehemalige, mittlerweile mit Schluff gefüllte, Lagune angesehen. Nukutavake ist etwa 5,2 km lang, bis zu 1,3 km breit und weist eine Fläche von 5,5 km² auf. Im Südosten der Insel befindet sich der Flughafen von Nukutavake.
Die Insel wurde 1767 vom britischen Seefahrer Samuel Wallis mit seinem Schiff Dolphin für Europa entdeckt und Reine Charlotte getauft. Beim Anblick des Schiffes flohen die gesamten Einwohner mit ihren Booten um einem Konflikt aus dem Weg zu gehen. Frederick Beechey, der die Insel 1826 aufsuchte, fand sie unbewohnt vor. Heute leben 170 Einwohner (Stand: 2007) auf Nukutavake, die hauptsächlich den Hauptort Tavananui im Nordosten der Insel bewohnen. Haupterwerbszweig der Bevölkerung sind Fischfang und Kopra-Produktion.
Angeblich wurden die meisten Vorfahren der heutigen Bewohner, alles Strafgefangene, Anfang der 1870er-Jahre durch den Schiffskapitän Bully Hayes im Rahmen des Blackbirding auf die Insel gebracht.